# Шерман, Джеймс Скулкрафт
Джеймс Скулкрафт Шерман (англ. James Schoolcraft Sherman, 24 октября 1855 — 30 октября 1912) — американский политический и государственный деятель; член Республиканской партии, вице-президент США в период с 1909 по 1912 год.

## Биография
Шерман родился в 1855 году в американском городе Ютика, штат Нью-Йорк. В 1878 году окончил колледж Гамильтона и в течение двух лет обучался юриспруденции, после чего в 1880 году занялся адвокатской практикой. В 1884 году занял пост мэра Ютики. Будучи членом Республиканской партии, в 1886 году он был избран в Конгресс представителем штата Нью-Йорк. В 1890 году он уступил своё место Генри Бентли, однако вновь был переизбран в Палату представителей два года спустя и проработал в ней ещё 16 лет.
В 1908 году Шерман был избран вице-президентом при президенте Уильяме Тафте. Он вступил в должность 4 марта 1909 года и находился в ней до конца жизни. Будучи номинирован Республиканской партией на второй срок (снова в паре с Тафтом), Шерман скончался за неделю до выборов 1912 года, но его имя осталось в избирательном бюллетене на всенародном голосовании (в случае победы республиканцев Коллегия выборщиков избрала бы другое лицо). В марте 1913 года пост вице-президента занял демократ Томас Маршалл, выигравший выборы вместе с президентом Вудро Вильсоном.
Джеймс Шерман остаётся последним американским вице-президентом, скончавшимся во время исполнения срока своих полномочий. Похоронен он на кладбище в Ютике.